# Pleurothallis verboonenii
Pleurothallis verboonenii là một loài thực vật có hoa trong họ Lan. Loài này được Luer & Toscano mô tả khoa học đầu tiên năm 2002.